# أنخيل بارغاس
أنخيل هوغو بارغاس (بالإسبانية: Ángel Bargas) مواليد 29 أكتوبر 1946 في بوينس آيرس، هو لاعب كرة قدم أرجنتيني سابق كان يلعب في مركز الدفاع. سبق له أن لعب في كأس العالم لكرة القدم مع منتخب بلاده وذلك في مونديال عام 1974.

## المسيرة الكروية
بدأ بارغاس، المولود في بوينس آيرس في الأرجنتين، مسيرته الكروية في نادي راسينغ في عام 1965 ثم انتقل إلى نادي تشاكاريتا جونيورز في عام 1966. وكان جزءًا من تشكيلة نادي تشاكاريتا جونيورز التي فازت للمرة الوحيدة بلقب الدوري الأرجنتيني الممتاز عام 1969.
في عام 1970 حصل بارغاس لقب لاعب العام في الأرجنتين، التي تمنح للاعب العام في كرة القدم الأرجنتينية.
انتقل بارغاس إلى فرنسا في عام 1972 للعب مع نادي نانت، وبقي في فرنسا لبقية حياته المهنية، وانتقل إلى نادي ميتز في 1979 ونادي لوهان كويسو في 1981 ونادي لي بوي في 1984.
تقاعد بارغاس في عام 1985، لكنه حصل على عودة قصيرة في سن 41 عام 1988 مع نادي أنغوليم.

### أندية لعب لها
- نادي راسينغ
- تشاكاريتا جيونيورز
- نادي نانت
- نادي ميتز
- نادي لوهان كويسو
- نادي أنغوليم

## المشاركة الدولية
لعب بارغاس 30 مباراة للمنتخب الأرجنتيني بين عامي 1971 و 1974 وسجل هدفًا واحدًا. 

## الإنجازات
تشاكاريتا جيونيورز
- دوري الدرجة الأولى الأرجنتيني: 1969

إف سي نانت
- الدوري الفرنسي الدرجة الأولى: 1972–73، 1976-77

## روابط خارجية
- أنخيل بارغاس على موقع الاتحاد الدولي (مؤرشف)  (الإنجليزية)
- أنخيل بارغاس على موقع قاعدة بيانات كرة القدم.إي يو (الإنجليزية)
- أنخيل بارغاس على موقع ليكيب (الفرنسية)
- أنخيل بارغاس على موقع ناشيونال فوتبول تيمز (الإنجليزية)
- أنخيل بارغاس على موقع عالم كرة القدم.نت (الإنجليزية)